# Папа Луције III
Папа Луције III (лат. Lucius III; умро у Верони, 25. новембра 1185) је био 171. папа од 8. септембра 1181. до 25. новембра 1185.